# Aeroportul Santo Ângelo
Aeroportul Santo Ângelo (IATA: GEL, ICAO: SBNM) este un aeroport din Rio Grande do Sul, Brazilia ce deservește zona Santo Ângelo. Aeroportul a fost tranzitat în 2022 de 34.867 de pasageri. A fost numit după zona deservită.
Situat la o altitudine de 322 m, aeroportul dispune de 1 pistă. Este operat de Departamento Aeroportuário do Rio Grande do Sul⁠(d).

## Infrastructură

### Piste
Aeroportul dispune de o singură pistă. Pista 11/29 are suprafața de asfalt și dimensiunile 1.340 m × 30 m. 